# Chrysocyon brachyurus
El aguará guazú (Chrysocyon brachyurus), denominado también lobo de crin o zorro grande, es una especie de mamífero carnívoro de la familia de los cánidos autóctono de las regiones de espesuras. Se encuentra en Argentina, Bolivia, Brasil, Paraguay, Uruguay y Perú.
Sus rasgos distintivos y huellas se parecen a los de los zorros, sin que lo sea, y debe clasificarse como un lobo exactamente, ya que si está relacionado con otros cánidos. Es la única especie del género Chrysocyon, que significa "perro de oro".
Es el mayor de los cánidos de América del Sur. Es inofensivo para el humano y el ganado; sin embargo, la ocupación de su hábitat y la caza lo han reducido a zonas aisladas. Se encuentra registrado en el Apéndice II del listado de especies protegidas de la CITES (Convención sobre el Comercio Internacional de Especies Amenazadas de Fauna y Flora Silvestres). En 2011, en Brasil, una hembra, atropellada por un camión, fue sometida a tratamiento con células madre en el Jardín zoológico de Brasilia, siendo este el primer caso registrado de uso de células madre para curar heridas en un animal salvaje.

## Nombres comunes y taxonomía
En Argentina, Paraguay y Uruguay se le denomina aguará guazú (del guaraní que significa ‘zorro grande’). En otros países de habla hispana, se le llama frecuentemente lobo de crin; en Brasil recibe la denominación lobo-guará, y en Bolivia se le conoce como lobo de crin o borochi. El nombre genérico Chrysocyon deriva del griego χρῡσον chryson (‘oro’) y κύων cyon (‘perro’), mientras que el epíteto brachyurus también es de origen griego, de βραχύς brachys (‘corto’) y ουρά oura (‘cola’).
|  | Zorro de Sechura |
|  |                  |
|  | Zorro culpeo     |
|  |                  |

|  | Zorro gris pampeano   |
|  |                       |
|  | Zorro gris patagónico |
|  |                       |

|  | Zorro de Sechura |
|  |                  |
|  | Zorro culpeo     |
|  |                  |

|  | Zorro gris pampeano   |
|  |                       |
|  | Zorro gris patagónico |
|  |                       |

|  | Zorro de Sechura |
|  |                  |
|  | Zorro culpeo     |
|  |                  |

|  | Zorro gris pampeano   |
|  |                       |
|  | Zorro gris patagónico |
|  |                       |

|  | Zorro de Sechura |
|  |                  |
|  | Zorro culpeo     |
|  |                  |

|  | Zorro gris pampeano   |
|  |                       |
|  | Zorro gris patagónico |
|  |                       |

|  | Zorro de Sechura |
|  |                  |
|  | Zorro culpeo     |
|  |                  |

|  | Zorro gris pampeano   |
|  |                       |
|  | Zorro gris patagónico |
|  |                       |

|  | Zorro de Sechura |
|  |                  |
|  | Zorro culpeo     |
|  |                  |

|  | Zorro gris pampeano   |
|  |                       |
|  | Zorro gris patagónico |
|  |                       |

|  | Zorro de Sechura |
|  |                  |
|  | Zorro culpeo     |
|  |                  |

|  | Zorro gris pampeano   |
|  |                       |
|  | Zorro gris patagónico |
|  |                       |

|  | Zorro de Sechura |
|  |                  |
|  | Zorro culpeo     |
|  |                  |

|  | Zorro gris pampeano   |
|  |                       |
|  | Zorro gris patagónico |
|  |                       |

|  | Zorro de Sechura |
|  |                  |
|  | Zorro culpeo     |
|  |                  |

|  | Zorro gris pampeano   |
|  |                       |
|  | Zorro gris patagónico |
|  |                       |

|  | Zorro de Sechura |
|  |                  |
|  | Zorro culpeo     |
|  |                  |

|  | Zorro gris pampeano   |
|  |                       |
|  | Zorro gris patagónico |
|  |                       |

|  | Zorro de Sechura |
|  |                  |
|  | Zorro culpeo     |
|  |                  |

|  | Zorro gris pampeano   |
|  |                       |
|  | Zorro gris patagónico |
|  |                       |

|  | Zorro de Sechura |
|  |                  |
|  | Zorro culpeo     |
|  |                  |

|  | Zorro gris pampeano   |
|  |                       |
|  | Zorro gris patagónico |
|  |                       |

|  | Zorro de Sechura |
|  |                  |
|  | Zorro culpeo     |
|  |                  |

|  | Zorro gris pampeano   |
|  |                       |
|  | Zorro gris patagónico |
|  |                       |

|  | Zorro de Sechura |
|  |                  |
|  | Zorro culpeo     |
|  |                  |

|  | Zorro gris pampeano   |
|  |                       |
|  | Zorro gris patagónico |
|  |                       |

|  | Zorro de Sechura |
|  |                  |
|  | Zorro culpeo     |
|  |                  |

|  | Zorro gris pampeano   |
|  |                       |
|  | Zorro gris patagónico |
|  |                       |

|  | Zorro de Sechura |
|  |                  |
|  | Zorro culpeo     |
|  |                  |

|  | Zorro gris pampeano   |
|  |                       |
|  | Zorro gris patagónico |
|  |                       |

|  | Zorro de Sechura |
|  |                  |
|  | Zorro culpeo     |
|  |                  |

|  | Zorro gris pampeano   |
|  |                       |
|  | Zorro gris patagónico |
|  |                       |

|  | Zorro de Sechura |
|  |                  |
|  | Zorro culpeo     |
|  |                  |

|  | Zorro gris pampeano   |
|  |                       |
|  | Zorro gris patagónico |
|  |                       |

|  | Zorro de Sechura |
|  |                  |
|  | Zorro culpeo     |
|  |                  |

|  | Zorro gris pampeano   |
|  |                       |
|  | Zorro gris patagónico |
|  |                       |

|  | Zorro de Sechura |
|  |                  |
|  | Zorro culpeo     |
|  |                  |

|  | Zorro gris pampeano   |
|  |                       |
|  | Zorro gris patagónico |
|  |                       |

|  | Zorro de Sechura |
|  |                  |
|  | Zorro culpeo     |
|  |                  |

|  | Zorro gris pampeano   |
|  |                       |
|  | Zorro gris patagónico |
|  |                       |

|  | Zorro de Sechura |
|  |                  |
|  | Zorro culpeo     |
|  |                  |

|  | Zorro gris pampeano   |
|  |                       |
|  | Zorro gris patagónico |
|  |                       |

|  | Zorro de Sechura |
|  |                  |
|  | Zorro culpeo     |
|  |                  |

|  | Zorro gris pampeano   |
|  |                       |
|  | Zorro gris patagónico |
|  |                       |

|  | Zorro de Sechura |
|  |                  |
|  | Zorro culpeo     |
|  |                  |

|  | Zorro gris pampeano   |
|  |                       |
|  | Zorro gris patagónico |
|  |                       |

|  | Zorro de Sechura |
|  |                  |
|  | Zorro culpeo     |
|  |                  |

|  | Zorro gris pampeano   |
|  |                       |
|  | Zorro gris patagónico |
|  |                       |

|  | Zorro de Sechura |
|  |                  |
|  | Zorro culpeo     |
|  |                  |

|  | Zorro gris pampeano   |
|  |                       |
|  | Zorro gris patagónico |
|  |                       |

|  | Zorro de Sechura |
|  |                  |
|  | Zorro culpeo     |
|  |                  |

|  | Zorro gris pampeano   |
|  |                       |
|  | Zorro gris patagónico |
|  |                       |

|  | Zorro de Sechura |
|  |                  |
|  | Zorro culpeo     |
|  |                  |

|  | Zorro gris pampeano   |
|  |                       |
|  | Zorro gris patagónico |
|  |                       |

|  | Zorro de Sechura |
|  |                  |
|  | Zorro culpeo     |
|  |                  |

|  | Zorro gris pampeano   |
|  |                       |
|  | Zorro gris patagónico |
|  |                       |

|  | Zorro de Sechura |
|  |                  |
|  | Zorro culpeo     |
|  |                  |

|  | Zorro gris pampeano   |
|  |                       |
|  | Zorro gris patagónico |
|  |                       |

|  | Zorro de Sechura |
|  |                  |
|  | Zorro culpeo     |
|  |                  |

|  | Zorro gris pampeano   |
|  |                       |
|  | Zorro gris patagónico |
|  |                       |

|  | Zorro de Sechura |
|  |                  |
|  | Zorro culpeo     |
|  |                  |

|  | Zorro gris pampeano   |
|  |                       |
|  | Zorro gris patagónico |
|  |                       |

|  | Aguará guazú   |
|  |                |
|  | Perro venadero |
|  |                |

## Hábitat
El aguará guazú prefiere las praderas y los pastizales en zonas de humedales y bosques, se lo encuentra ocasionalmente en zonas selváticas.

## Distribución

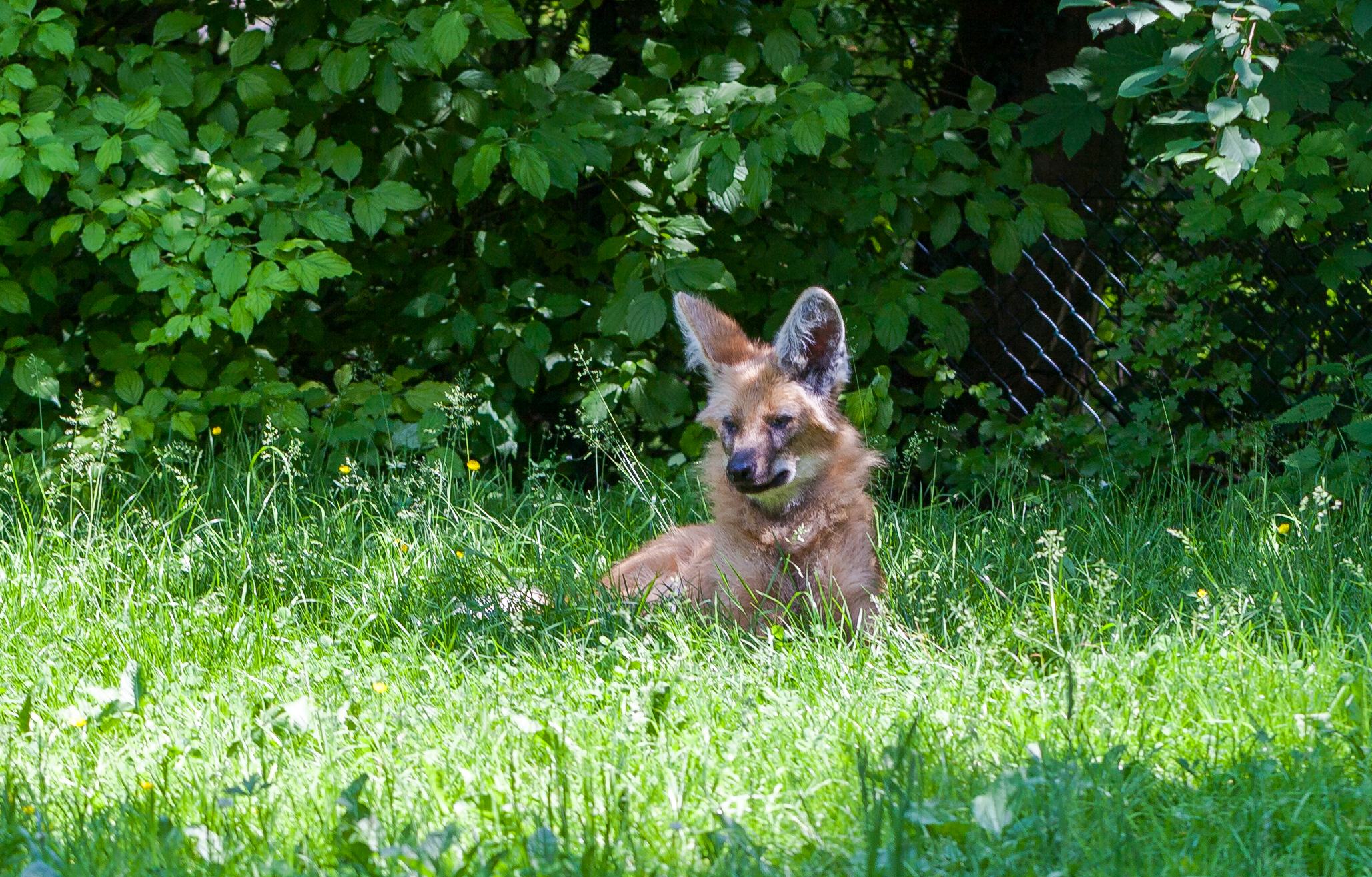
Ejemplar en cautiverio.

Se distribuye desde el río Paranaíba en la región Nordeste de Brasil de Brasil, Mesopotamia argentina al sur por el Chaco de Paraguay en Río Grande del Sur (Brasil) la cuenca del río Paraná, especialmente en el chaco Boliviano y al oeste de las pampas del Heath en Perú. 

### Distribución en la Argentina
Tenía una distribución que alcanzaba a la provincia de Mendoza como límites austral y oeste, habiendo desaparecido en décadas recientes de gran parte de su rango debido a la cacería, a la destrucción de ambientes acuáticos y pastizales, y a la deforestación.

### Distribución en Bolivia
En Bolivia se encuentra en casi todo su territorio y está severamente protegido.
- Departamento de Santa Cruz presente en las selvas inexploradas, cerrados, humedales, particularmente el Parque nacional Noel Kempff Mercado.
- Departamento del Beni: se encuentra en todo el territorio, las poblaciones están en crecimiento.
- Departamento de La Paz: se encuentra en toda la zona norte(amazónica), hay grandes poblaciones en el Madidi.
- Departamento de Pando : se encuentran algunas poblaciones en el sur del departamento en la zona cercana al Beni y en la Manuripi-Heath.
- Departamento de Tarija:se encuentra en todo la zona, pero con aisladas poblaciones cerca a Paraguay.
- Departamento de Cochabamba: se encuentra en las zonas de la amazonia cochabambina y valles , hay poblaciones crecientes en los parques Carrasco, Isíboro-Sécure entre otros donde se siembra conciencia, no se cree que es perjudicial para el ganado.
- Departamento de Potosí: se encuentra en zonas cercanas a los departamentos de Cochabamba, Tarija, Chuquisaca.
- Departamento de Chuquisaca: se encuentra en el Chaco boliviano.

### Distribución en Paraguay
En Paraguay se encuentra distribuido en los humedales de todo su territorio.
En la región Occidental:
- Departamento de Presidente Hayes: presente en toda su extensión.
- Departamento de Alto Paraguay: presente en los humedales a lo largo del río Paraguay.
- Departamento de Boquerón: presente en los humedales y pastizales del sur del departamento.

En la región Oriental:
- Departamentos de Concepción, Amambay y Canindeyú: presente en los cerrados y humedales de estos departamentos.
- Departamentos de San Pedro, Caaguazú y Caazapá: estos departamentos presentan extinciones locales y poblaciones decrecientes.
- Departamento de Itapuá y Alto Paraná: extintos en la mayor parte de estos departamentos.
- Departamentos de Cordillera, Central, Paraguarí, Ñeembucú y Misiones: poblaciones decrecientes en estos departamentos.
- Departamento del Guairá: sin información.

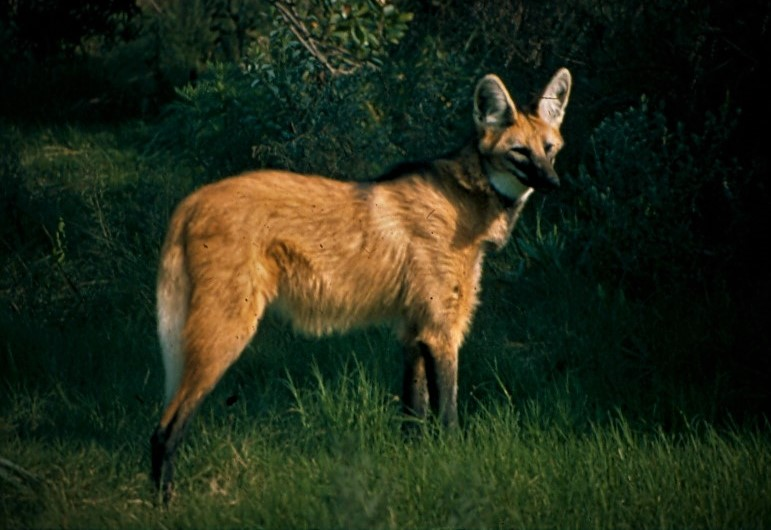
Ejemplar de Aguará guazú (Chrysocyon brachyurus) registrado en Uruguay

### Distribución en Uruguay
En Uruguay se consideraba extinto.[cita requerida] Sin embargo, en 1991 se registró en el departamento de Río Negro. Durante los 2000 se dieron varios registros: en el departamento de Rocha (2000, 2002), Cerro Largo (2006, 2007), y en Salto en 2021.

## Descripción

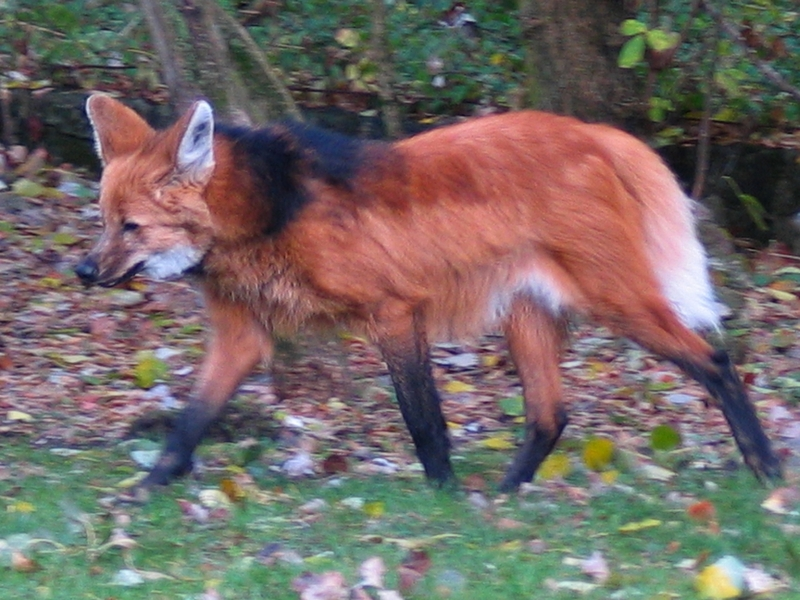
Aguará guazú.

El aguará guazú es corpulento en comparación con otros cánidos silvestres, una impresión reforzada por la densidad de su pelaje y la distintiva melena de crines alrededor del cuello. Alcanza los 107 cm de altura a la cruz, y hasta los 145 cm de longitud, a los que hay que sumar unos 45 cm de cola. Puede alcanzar los 42 kg de peso. La estructura del cuerpo se asemeja a la de un zorro, aunque las patas largas le dan un aire desgarbado muy peculiar.

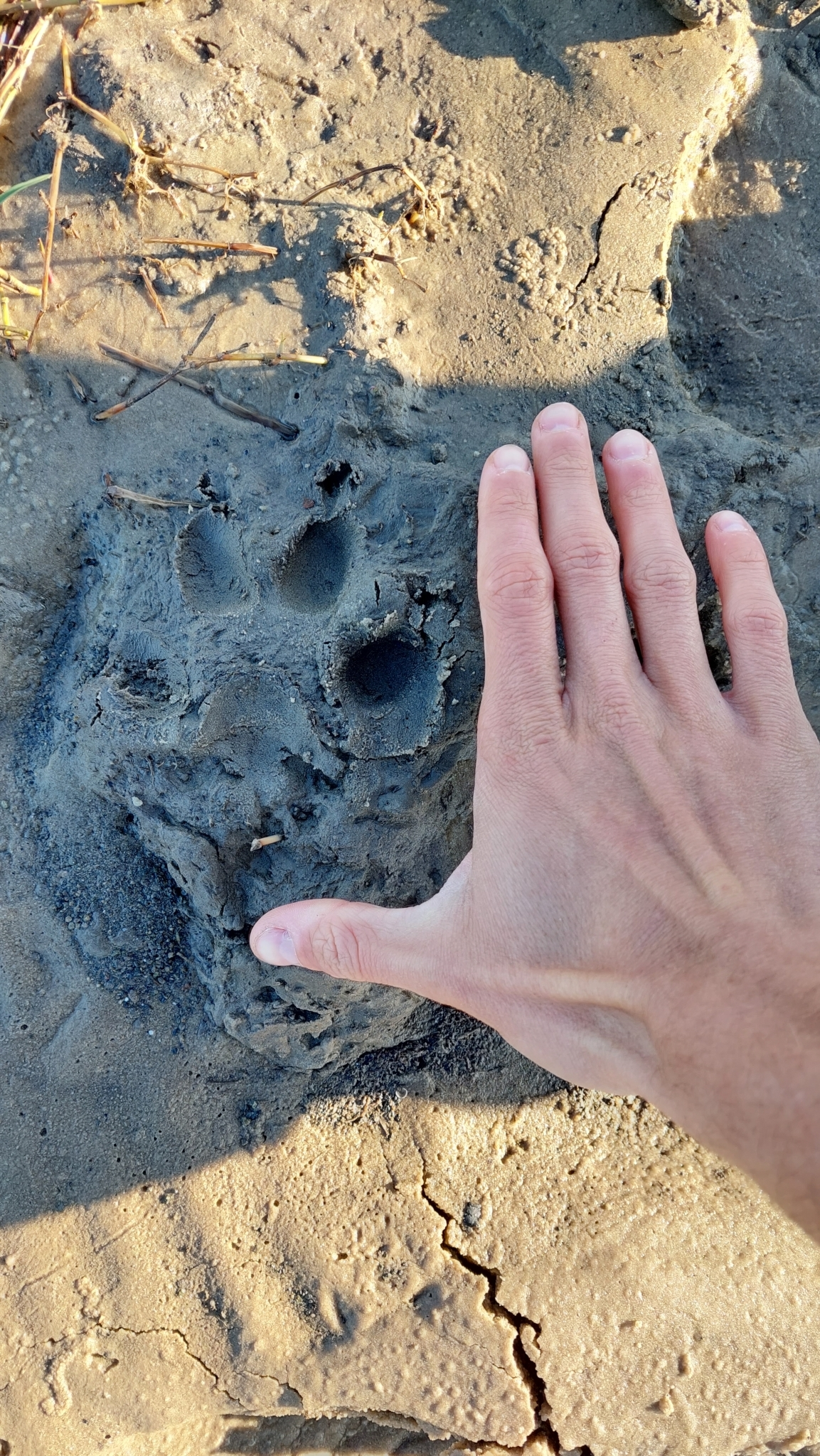
Huella de aguará guazú tomada en 2022 en cercanías de Laguna San Pedro, Santa Fe, Argentina.

El pelaje es largo y tupido, de color anaranjado rojizo, más largo en la región del cuello, con el vientre más claro. Presenta marcas negras en el hocico, las extremidades y a lo largo de la espina dorsal, así como otras blancas en la garganta, el interior de las orejas y ocasionalmente en el extremo de la cola.
La cabeza es alargada y pequeña en relación con el tamaño del cuerpo; la melena eréctil le permite parecer más grande para amenazar a sus congéneres. Las pupilas de los ojos son circulares, a diferencia de los zorros, que las tienen en forma de elipse vertical. Las orejas son grandes, lo que facilita irradiar el calor para reducir la temperatura corporal. Tiene fuertes uñas en las extremidades delanteras, aunque es incapaz de excavar con ellas. Las patas largas lo dotan de una visibilidad superior en las regiones de pastos altos en las que habita. Como la hiena, mueve las extremidades de un mismo lado al caminar pues le permite ahorrar energía y recorrer grandes distancias; esto deja una huella distintiva.
Son excelentes caminadores, recorriendo los mismos senderos de ida y de vuelta. No necesita correr dado las pequeñas presas que persigue, razón además de su pequeño volumen pectoral. Los individuos se comunican entre sí a través de largas distancias con un aullido ronco, de tono bajo y de alto alcance que le ha dado la fama de Luisón en muchas regiones. Sus huellas son muy características en que las almohadillas medias se encuentran unidas al igual que en el perro venadero. 
Es un animal de áreas abiertas aunque no duda en hacer incursiones al bosque o selva para ingerir frutas como las de la palmera pindó. Si bien puede ingerir proteína animal, sus heces suelen estar repletas de frutos de esta palmera y además de grandes cantidades de Solanum lycocarpum, tan común en el Chaco paraguayo. Con respecto a su dieta de carne es normal que cace mamíferos pequeños como armadillos, ratas y pequeñas aves como inambúes (Tinamidae).
En 2009 un estudio de ADN realizado por un equipo científico dirigido por Graham J. Slater, de la Universidad de California en Los Ángeles, confirmó que el pariente más cercano al aguará guazú es el lobo de las islas Malvinas (Dusicyon australis), extinto por el hombre en el siglo XIX. El estudio confirmó que ambas especies se separaron hace alrededor de 6,7 millones de años. Los cánidos solo lograron colonizar América del Sur hace unos 3 millones de años, en el evento llamado en paleobiogeografía el gran intercambio biótico americano, el cual ocurrió cuando los continentes de América del Norte y del Sur se conectaron gracias a la formación del istmo de Panamá. Esto quiere decir que los linajes de ambas especies llegaron desde América del Norte ya distanciados.
No se han hallado ejemplares fósiles de otras especies del género Chrysocyon, por lo que se supone que evolucionó independientemente desde el Pleistoceno.

## Hábitos

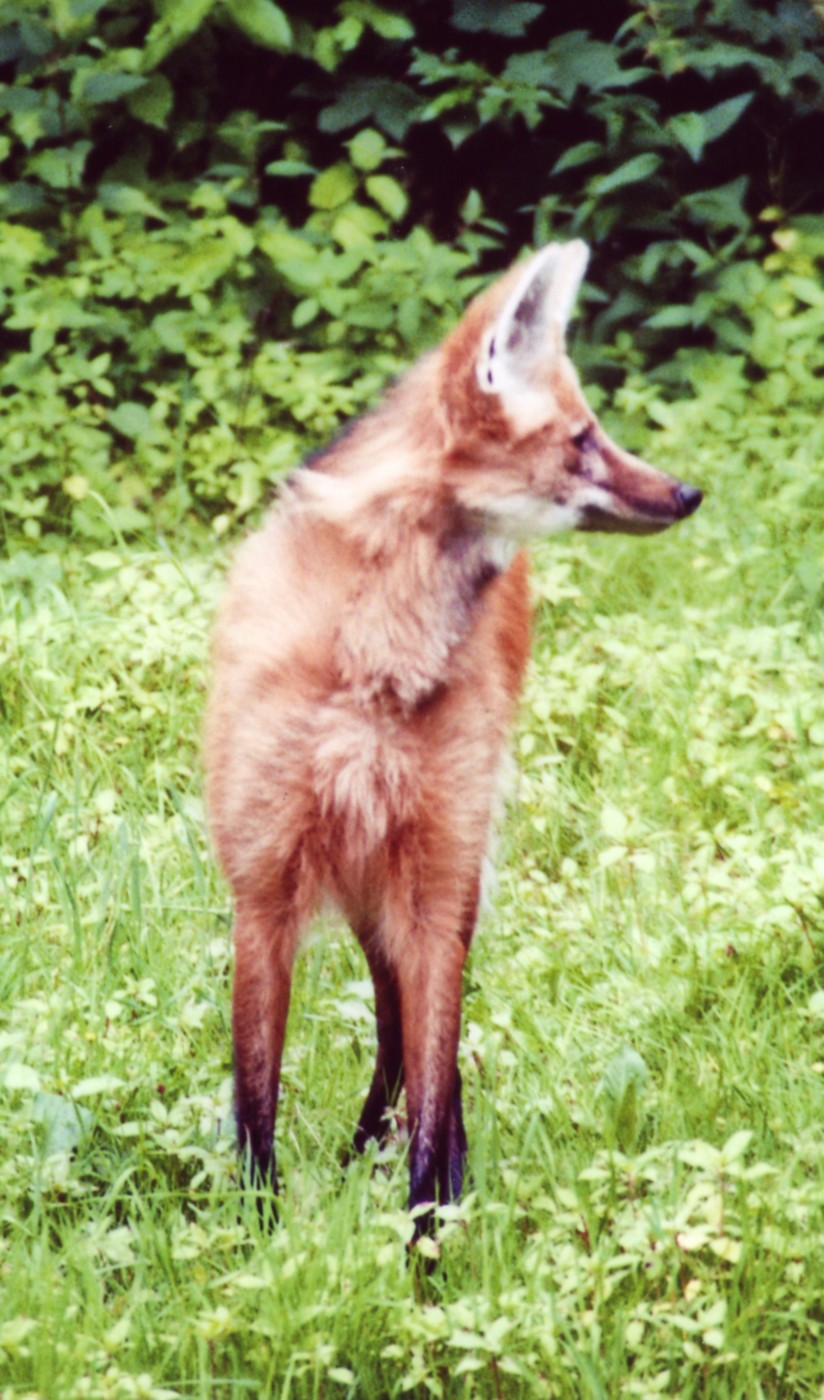
Sus largas y delgadas patas se adaptan a su entorno, principalmente hierba alta.

El aguará guazú se mantiene por lo general oculto durante el día; caza preferentemente en horario crepuscular, aunque está también activo de noche. Es omnívoro, y obtiene la mayor parte de sus calorías de frutos (principalmente de la lobeira) y raíces tiernas; sin embargo, son buenos cazadores. Acechan su presa —roedores pequeños, especialmente conejos, liebres y cuises, además de lagartos, ranas y aves— para matarla de improviso; aunque pueden desarrollar buenas velocidades en carrera, normalmente no persiguen a la presa. Comen también huevos de aves y reptiles, y de ser necesario carroña. La dentición refleja sus hábitos alimentarios, mostrando molares bien desarrollados e incisivos superiores relativamente débiles.
El aguará guazú no forma manadas en ningún momento del año. Alrededor del año de edad madura sexualmente; un año más tarde forma una pareja estable; no caza ni duerme en común, pero ocasionalmente ocupan el mismo cubil. La pareja habita en un territorio común, al que defiende de las incursiones de otros cánidos, de hasta 25 km². Son fuertemente territoriales; aún en cautiverio la convivencia entre ejemplares del mismo sexo es difícil y áspera.
A comienzos de otoño la hembra inicia el estro; su receptividad dura solo cinco días en promedio. Desde el apareamiento hasta la madurez de las crías, la pareja se mantendrá junta. Ambos padres cuidan de los cachorros, que nacen tras dos meses de gestación. Una camada habitual tiene dos o tres ejemplares, aunque en cautiverio se han registrado hasta seis nacimientos. Las crías pesan unos 400 g, y nacen ciegos e indefensos como otros cánidos; al nacer no presentan pelaje, que comienza a crecer a los pocos días. Hasta los tres meses de edad la coloración es gris ceniza muy oscuro, que los ayuda a disimularse entre la vegetación. Los padres los alimentan y cuidan hasta cerca del año de edad; luego abandonan el territorio y se desplazan por la zona hasta encontrar un área desocupada y pareja.
El aguará guazú no aúlla; se comunica a la distancia mediante ladridos roncos y graves. Las situaciones de conflicto, cuando un ejemplar entra al territorio de otro pese a las marcas olfativas que lo delimitan, suscitan un gruñido similar al de los perros.
Sus aullidos o ladridos, que suenan a un “gua-a” largo y que se repite como mínimo ocho veces, se deja oír desde lejos, suponiéndose que su nombre común en guaraní provenga del sonido de su aullido.
Estos son más comunes en invierno, coincidiendo con la época de cortejo, o sea su época de celo, reproducción y parición. Utiliza cavidades de los pastizales a los que le da forma de cueva inclinando los pastos, allí pare tres o cuatro cachorros totalmente negros entre julio y septiembre (invierno en Paraguay) luego de un periodo de gestación de 62 a 66 días. Es principalmente crepuscular o nocturno y pasa las horas de luz solar escondido entre la vegetación.
Son individuos muy territoriales y solitarios y presentan lazos de pareja muy fuertes en épocas reproductivas aunque rara vez la pareja se ve deambular junta. En sus territorios se ven frecuentemente demarcaciones con heces que las suelen colocar elevadas sobre el terreno, por ejemplo sobre tacurúes (termiteros).

## Protección, cuidado y riesgos para el ser humano

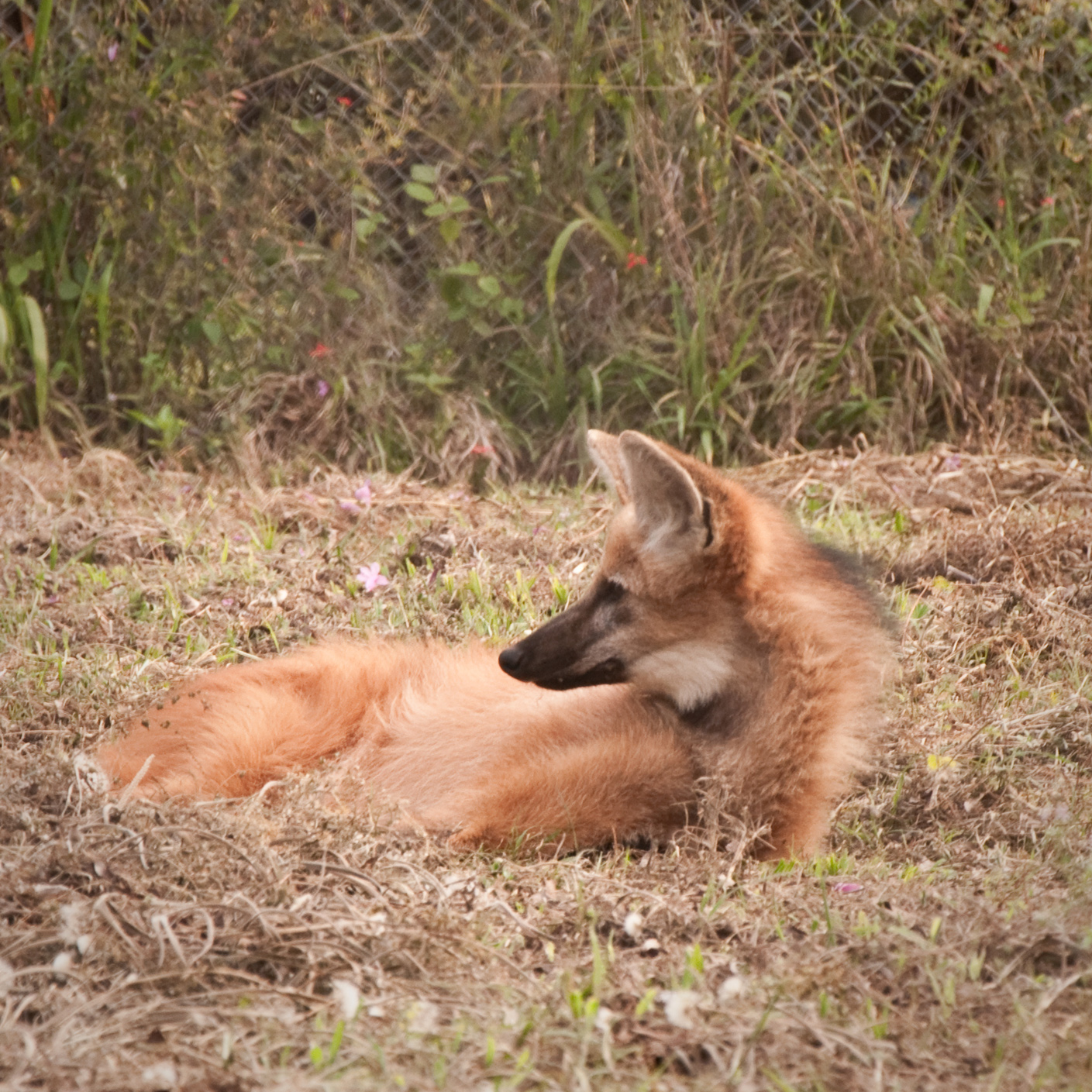
Un aguará guazú en la reserva Bañados de Izozog, Departamento de Santa Cruz (Bolivia).

El aguará guazú no constituye riesgo para el humano o para el ganado doméstico; prefiere presas más pequeñas, y es excesivamente tímido para incursionar en estancias o poblados. Sin embargo, ha padecido extensamente la caza, motivada entre otras razones por la superstición que lo asimila al Luisón u hombre lobo. La transmisión de enfermedades exóticas lo ha mermado también considerablemente.

## Estado de conservación

### Argentina
Hoy, en Argentina, está protegido en todo su hábitat; existen ejemplares al este del Chaco, en Formosa, en  Misiones en Corrientes, Santiago del Estero, extremo noreste de Córdoba y en el norte de Santa Fe. Se ve amenazado por la pérdida y modificación del hábitat, debido a la expansión de la frontera agrícola y urbana, y también resulta grave la captura de animales para exhibición en zoológicos, donde es muy apreciado por su forma peculiar.
En la Provincia de Córdoba se encuentran sobre todo en la zona de humedales y bañados que forman la cuenca de la Laguna Mar Chiquita, en el noreste provincial, y donde se encuentra actualmente el Parque Nacional Ansenuza, aunque incluso en dicho lugar corren riesgo permanente pues muchos ejemplares mueren atropellados por vehículos que circulan en las rutas provinciales 17, 1 y 32, que pasan por las proximidades del Parque Nacional y de los humedales que forman la Cuenca Ansenuza, lo mismo en los caminos rurales también cercanos a la Cuenca.
El Chrysocyon brachyurus fue declarado monumento natural por la provincia de Misiones mediante la ley n.° 4083 sancionada el 30 de julio de 2004, por la provincia de Corrientes por el decreto n.º 1555/1992 de 10 de diciembre de 1992, por la provincia del Chaco por ley n.º 4306 de 6 de junio de 1996, por la provincia de Santa Fe por la ley n.º 12182 sancionada el 30 de octubre de 2003, por la provincia de Entre Ríos mediante la resolución n.º 0852 DGRN de 22 de junio de 2015 y por la provincia de Formosa mediante la ley n.º 1673 de 22 de noviembre de 2018.

### Bolivia
En Bolivia está protegido en todo el territorio; las mayores poblaciones de aguará guazú se encuentran en territorio boliviano donde aún se suele observar con frecuencia y conservan grandes extensiones de selva virgen, los habitantes del oriente boliviano no lo cazan ni lo consideran perjudicial para el ganado, también por costumbres de los indígenas guaraníes bolivianos.

### Paraguay
La destrucción de su ambiente por cultivos de arroz, caña de azúcar, y otras actividades humanas favorecen a su aislamiento o desaparición. También la cacería furtiva, la persecución tradicional (debido a supersticiones) y los incendios.
Extinto en algunos lugares del noroeste del Chaco (norte de departamento de Boquerón y noroeste del departamento de Alto Paraguay), por las grandes extensiones de pasturas para el ganado. Los capataces de las estancias los persiguen hasta matarlos.
También ya se halla extinto en la parte sudeste de la Región Oriental (la mayor parte del departamento de Itapúa y del departamento de Alto Paraná) se ve agravada la situación por la actividad agrícola, además de la centralización humana en zonas urbanizadas.
Debido a estas la reducción de su distribución en y las amenazas, es una especie protegida en Paraguay, con estado de conservación VU (vulnerable) en su categorización a nivel nacional, siguiendo la metodología de la UICN, que para la legislación nacional corresponde a la categoría "amenazada de extinción" según la Resolución SEAM Nº 632/17 "Por la cual se actualiza el listado de las especies protegidas de la vida silvestre de la clase Mammalia (mamíferos)".